# 永勝街

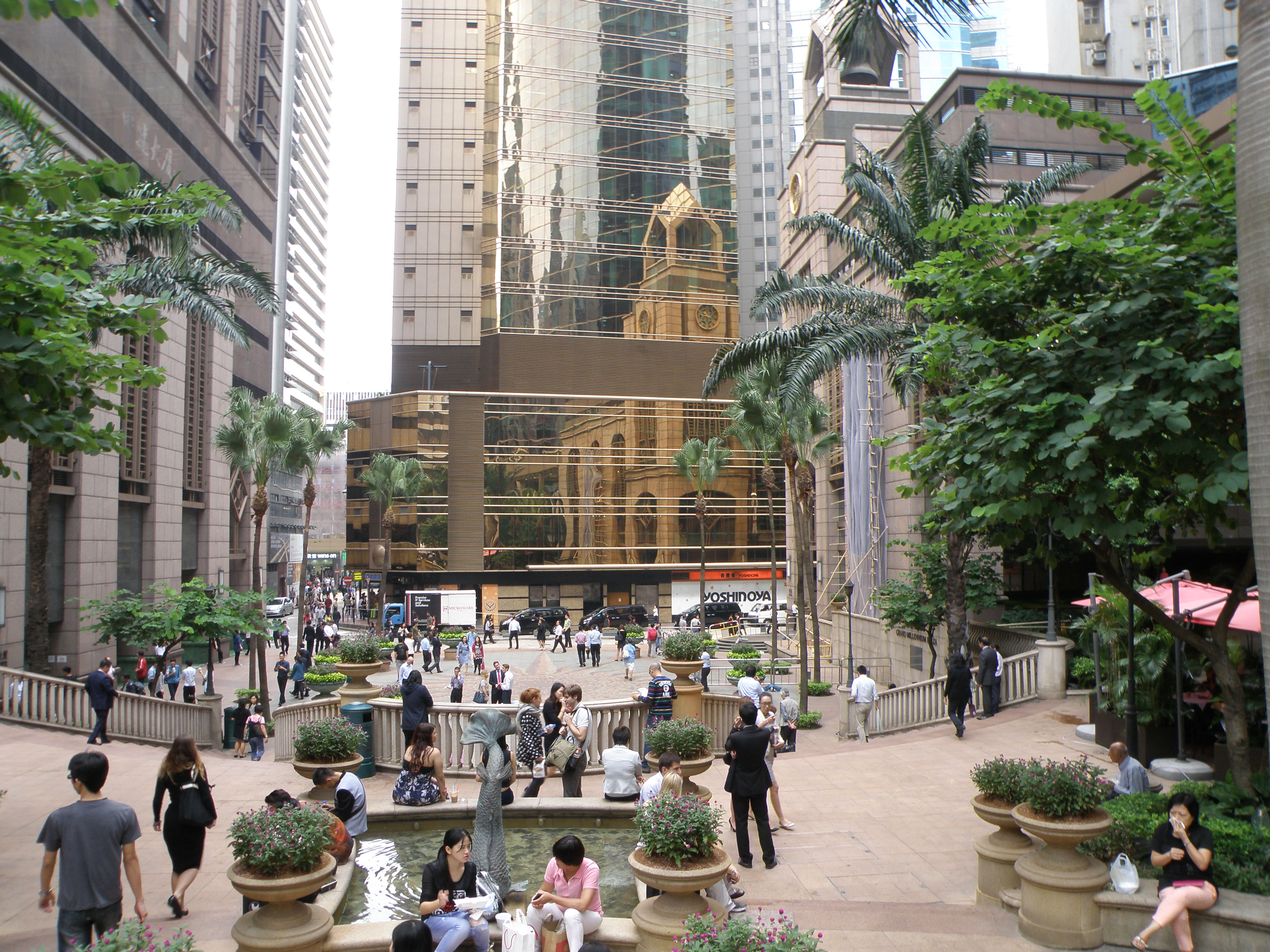
前永勝街，現為休憩空間

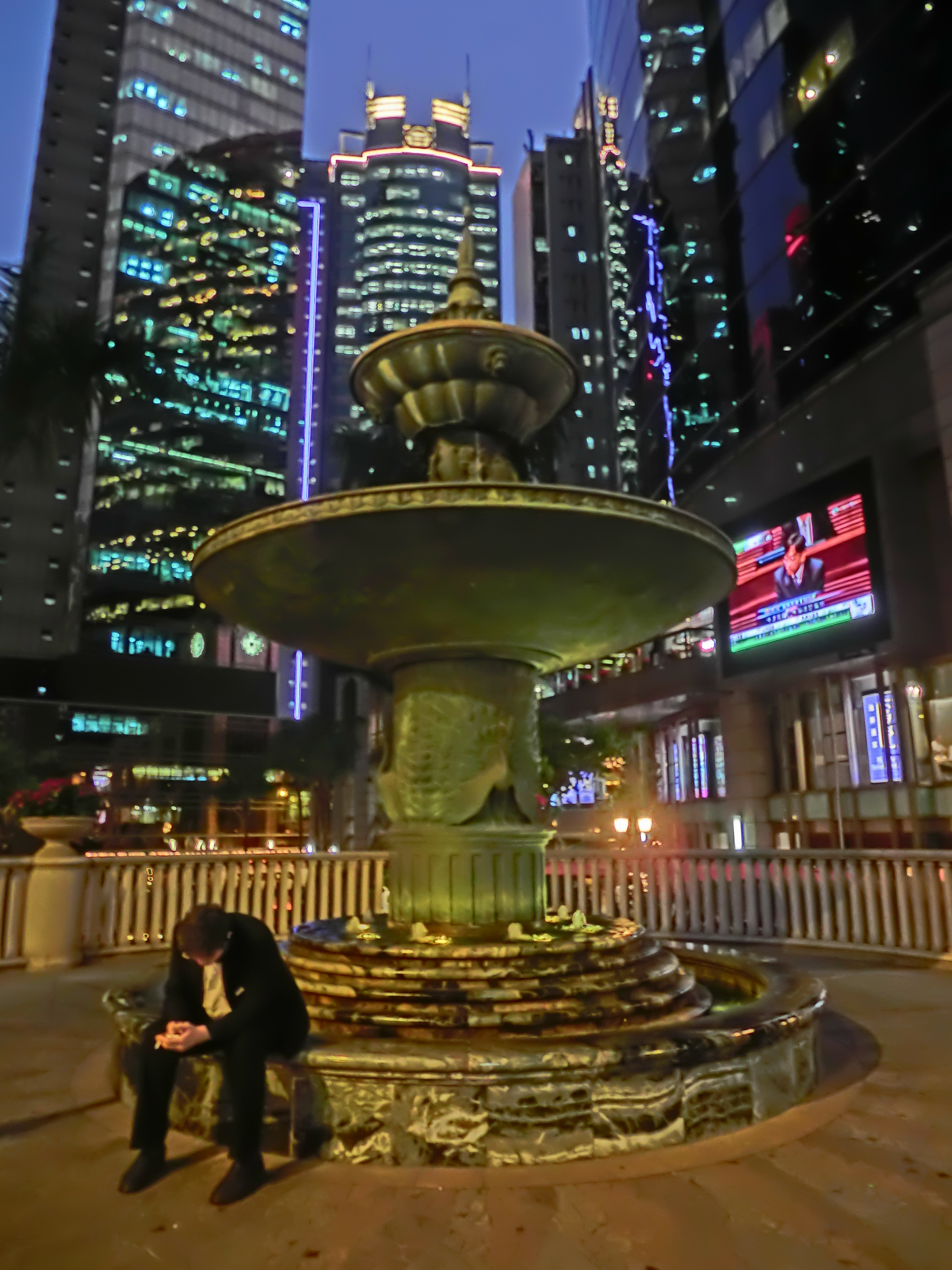
前永勝街重建後的公眾花園廣場一角，仿古噴水池

永勝街（英語：Wing Sing Street），是一條已被清拆的香港街道，從前位於上環新紀元廣場原址。永勝街，又名「鴨蛋街」，曾是食用蛋品批發市場，沿街店舖批發蛋、鴨蛋、雞蛋、皮蛋、鹹蛋等，在19世紀中葉，香港不少捕魚維生的漁民，到永勝街買鴨蛋、蠟染魚網，保持韌力。漁民大都熟識此處是有鴨蛋賣的街，即是鴨蛋街。

## 歷史
永勝街1995年開始由土地發展公司等發展商合作重建，1998年建成中遠大厦、新紀元廣場等。

## 鄰近
- 永樂街
- 金龍中心寫字樓
- 干諾道中
- 香港永安百貨公司
- 電車路電車站
- 皇后大道中
- 威靈頓街
- 蘇杭街
- 文咸街

## 另見
- 香港街道別名#已拆

## 歧義
- 花蓮縣吉安鄉永勝街
- 台南市永康區永勝街
- 中國西安市永勝街
- 中國廣州市越秀區永勝街
- 中國上海市永勝街